# 계량서지학
계량서지학(bibliometrics)은 특히 과학, 문헌정보학 분야에서 서지 데이터 연구에 통계적 방법을 적용한 것으로, 두 분야가 크게 겹치는 점에서 과학계량학(과학적 측정항목 및 지표 분석)과 밀접하게 연관되어 있다.
계량서지학 학문은 19세기 후반에 처음 등장했다. 제2차 세계 대전 이후 "주기적인 위기"와 컴퓨팅 도구가 제공하는 새로운 기술적 기회의 맥락에서 상당한 발전을 이루었다고 알려져 있다. 1960년대 초 유진 가필드(Eugene Garfield)의 과학 인용 색인과 데릭 존 드 솔라 프라이스(Derek John de Solla Price)의 인용 네트워크 분석은 계량서지학에 대한 구조화된 연구 프로그램의 기본 기반을 마련했다.
인용 분석은 인용 그래프, 즉 문서에서 공유하는 인용의 네트워크 또는 그래프 표현을 구성하는 것을 기반으로 일반적으로 사용되는 참고문헌학적 방법이다. 많은 연구 분야에서는 해당 분야의 영향, 연구자 집단의 영향, 특정 논문의 영향을 탐색하거나 특정 연구 분야 내에서 특별히 영향력 있는 논문을 식별하기 위해 참고문헌학적 방법을 사용한다. 계량서지학 도구는 일반적으로 기술 언어학, 동의어 사전 개발 및 독자 사용 평가에 통합되었다. 전문적인 과학적 사용 외에도 구글에서 구현한 페이지랭크 알고리즘과 같은 인기 있는 웹 검색 엔진은 주로 계량서지학 방법과 개념에 의해 형성되었다.
웹과 개방형 과학 운동의 출현은 "서지측정학"의 정의와 목적을 점차적으로 변화시켰다. 2010년대에는 Web of Science 또는 스코퍼스와 같은 인용 데이터를 위한 역사적 독점 인프라가 공개 인용 데이터를 선호하는 새로운 이니셔티브로 인해 도전을 받았다. 연구 지표에 대한 라이덴 선언문(2015)은 지표의 사용과 투명성에 대한 폭넓은 논쟁을 불러일으켰다.